# Агаке, Лавиния
Лавиния Агаке (рум. Lavinia Agache, род.11 февраля 1968), в замужестве взявшая фамилию Карни (англ. Carney) — румынская гимнастка, олимпийская чемпионка, чемпионка Европы, призёрка чемпионатов мира.

## Биография
Родилась в 1968 году в общине Кэюци жудеца Бакэу. В 1983 году завоевала золотую, две серебряных и одну бронзовую медали чемпионата Европы, а также три серебряных и одну бронзовую медали чемпионата мира. В 1984 году на Олимпийских играх в Лос-Анджелесе стала обладательницей золотой медали в составе команды и бронзовой медали в опорном прыжке.
В 1990-х переехала в США, где вышла замуж за Тома Карни.